# Trialeurodes intermedia
Trialeurodes intermedia là một loài côn trùng cánh nửa trong họ Aleyrodidae, phân họ Aleyrodinae.
Trialeurodes intermedia được Russell miêu tả khoa học đầu tiên năm 1948.